# Noualhierella
Noualhierella – rodzaj pluskwiaków różnoskrzydłych z rodziny zajadkowatych i podrodziny Stenopodainae.

## Występowanie
Wszystkie należące tu gatunki są endemitami Madagaskaru.

## Systematyka
Dotychczas opisano 2 gatunki z tego rodzaju:
- Noualhierella longiceps Villiers 1951
- Noualhierella peyrierasi Villiers 1968